# Pristiphora melanocarpa
Pristiphora melanocarpa är en stekelart som först beskrevs av Hartig 1840.  Pristiphora melanocarpa ingår i släktet Pristiphora, och familjen bladsteklar. Arten är reproducerande i Sverige.